# Jeffrey Osborne
Jeffrey Osborne (Providence, 1948. március 9. –) amerikai négyszeres Grammy-díj jelölt énekes, dobos, dalszerző.

## Pályafutása
Osborne családjában tizenkét gyermek közül a legfiatalabbnak született. Osborne apja, Clarence „Legs” Osborne népszerű trombitás volt, együtt játszott Lionel Hampton, Count Basie, Duke Ellington zenekaraiban.Jeffrey Osborne Osborne néhány testvére is zenei pályára lépett; egyikőjük, Billy Osborne az L.T.D.-ben játszott.
Osborne 1970-ben kezdte zenei pályafutását amerikai L.T.D. soulzenekarban. Jeffrey Osborne eleinte csak dobolt, majd énekelt is − feltváltva testvérével, Billy Osborne-nal. 1976-ra a zenekar vezető énekese lett. Osbornék 1980 végén hagyták el a zenekart, és szólókarrierbe kezdtek.
1982-ben Osborne elénekelte a „I Just Want to Be Your Friend” nyitódalt a „The Toy” című filmkomédiában.
Debütáló albuma 1982-ben jelent meg. 1985-ben Osborne szöveget írt Whitney Houstonnak (All at Once; zeneszerző: Michael Masser). Az egyik énekese volt a We Are the Worldnek 1985-ben. Az 1992-től 1995-ig futó a szappanopera főcímdala, a Loving tőle származik. A Veronica's Closet című komédia első évadának főcímdalát is Jeffrey Osborne szerezte.
Osborne-nak voltak aranylemezei, például a „You Should Be Mine”, amely 1986-ban a 13. helyen végzett. Dionne Warwick „Love Power” című toplistás slágere a Billboard Hot 100-on a 12. helyezést érte el. 1988-as kislemeze, a „She's on the Left” R&B sláger lett.

## Stúdióalbumok
- 1982: Jeffrey Osborne
- 1983: Stay with Me Tonight
- 1984: Don’t Stop
- 1986: Emotional
- 1988: One Love: One Dream
- 1990: Only Human
- 1997: Something Warm for Christmas
- 2000: That’s for Sure
- 2003: Music Is Life
- 2005: From the Soul
- 2013: A Time To Love

## Díjak
- Négyszer jelölték Grammy-díjra:
  - 1984: Best Male R&B Vocal Performance – „Stay With Me Tonight”
  - 1985: Best Male R&B Vocal Performance – „Don't Stop”
  - 1985: Best R&B Performance by a Duo or Group – „The Last Time I Made Love”
  - 2001: Best Traditional R&B Performance – „That's For Sure”

## Filmek
- Jeffrey Osborne az IMDb-n